# Georg Meyer

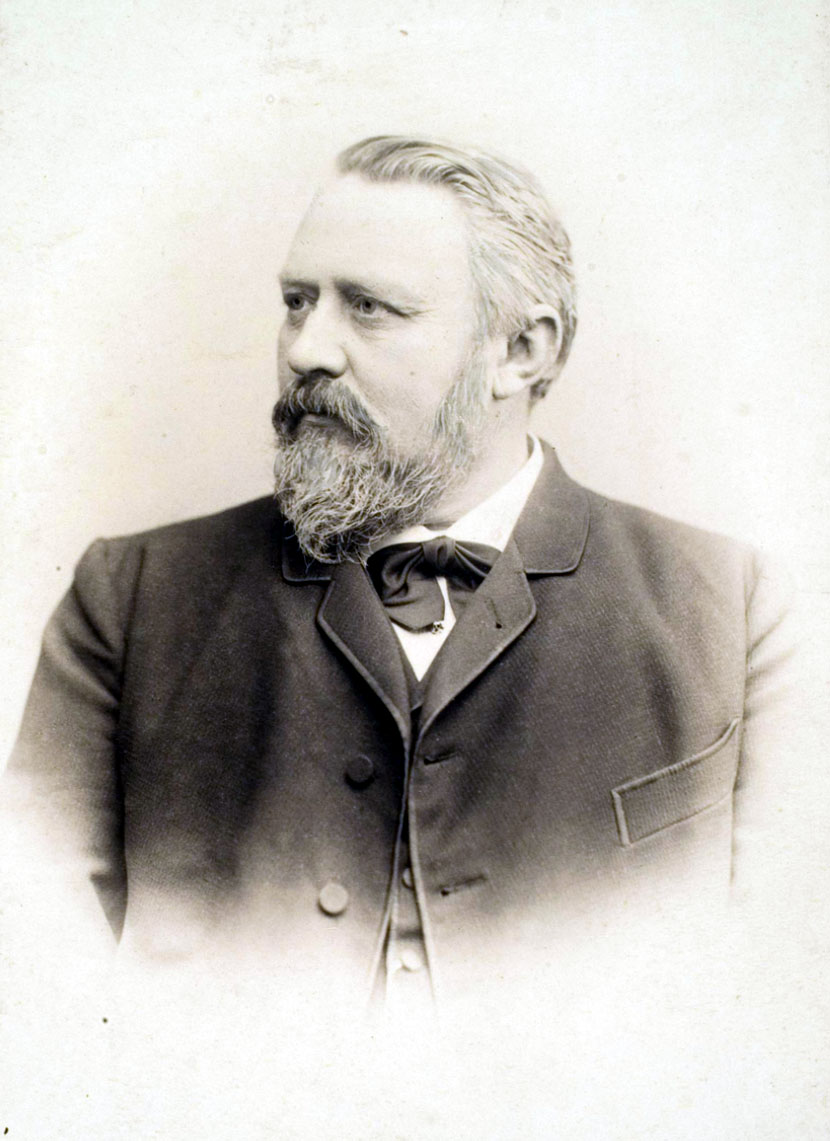
Fotografi av Meyer

Georg Christian Wilhelm Meyer, född den 21 februari 1841 i Detmold, död den 28 februari 1900 i Heidelberg, var en tysk rättslärd och politiker. 
Meyer blev Dr. jur. 1863 i Heidelberg, 1867 privatdocent i Marburg, 1873 extra ordinarie professor
på samma plats, 1875 ordinarie professor i Jena, 1889 i Heidelberg. Som politiker — medlem av Sachsen-Weimar-Eisenachs lantdag, av den tyska riksdagen (1881—90) och av Badens förstakammare — spelade Meyer en framträdande roll som en av ledarna av det nationalliberala partiet.
Efter att ha utgivit Das Recht der Expropriation (1868), uttalade Meyer i Staatsrechtliche Erörterungen über die deutsche Reichsverfassung (1872) som den förste den uppfattning av det tyska rikets suveränitet, som senare blev den allmänt omfattade, och bidrog både med detta verk och sin mycket spridda Lehrbuch des Deutschen Staatsrechts (1878, 7:e upplagan 1919 genom Gerhard Anschütz) samt Lehrbuch des Deutschen Verwaltungsrechts (I 1883, II 1885, 4:e upplagan av första bandet bearbetad av Franz Dochow 1913) till att lägga grunden för modern tysk statsrättslära. 
Han skrev vidare, utöver talrika avhandlingar, betänkanden och dylikt, Grundzüge des norddeutschen Bundesrechts (1868), Das Studium des öffentlichen Rechts und der Staatswissenschaften in Deutschland (1875), Das Statsrecht des Grossherzogthums Sachsen-Weimar-Eisenach (1884. I Marquardsens Handbuch des öffentlichen Rechts, III. bandet, II. hälften), Der Anteil der Reichsorgane an der Reichsgesetzgebung (1888) och Die staatsrechtliche Stellung der deutschen Schutzgebiete (1888). Meyers postuma arbete Das parlamentarische Wahlrecht (1901) utgavs av Georg Jellinek.